# Ermita Santa María de la Antigua
La ermita de Santa María de la Antigua, también conocida como Antio o Ermita de Antio, es un templo católico en la localidad guipuzcoana de Zumárraga en el País Vasco, España. De estilo románico y gótico destaca por la estructura de madera soportada en seis columnas de piedra. La obra de carpintería es de las más relevantes del País Vasco y está realizada sin la utilización de metales, clavos o tornillos en sus uniones. El templo está dedicado a la Visitación de Santa María a su prima Santa Isabel y se le ha denominado "la catedral de las ermitas vascas".

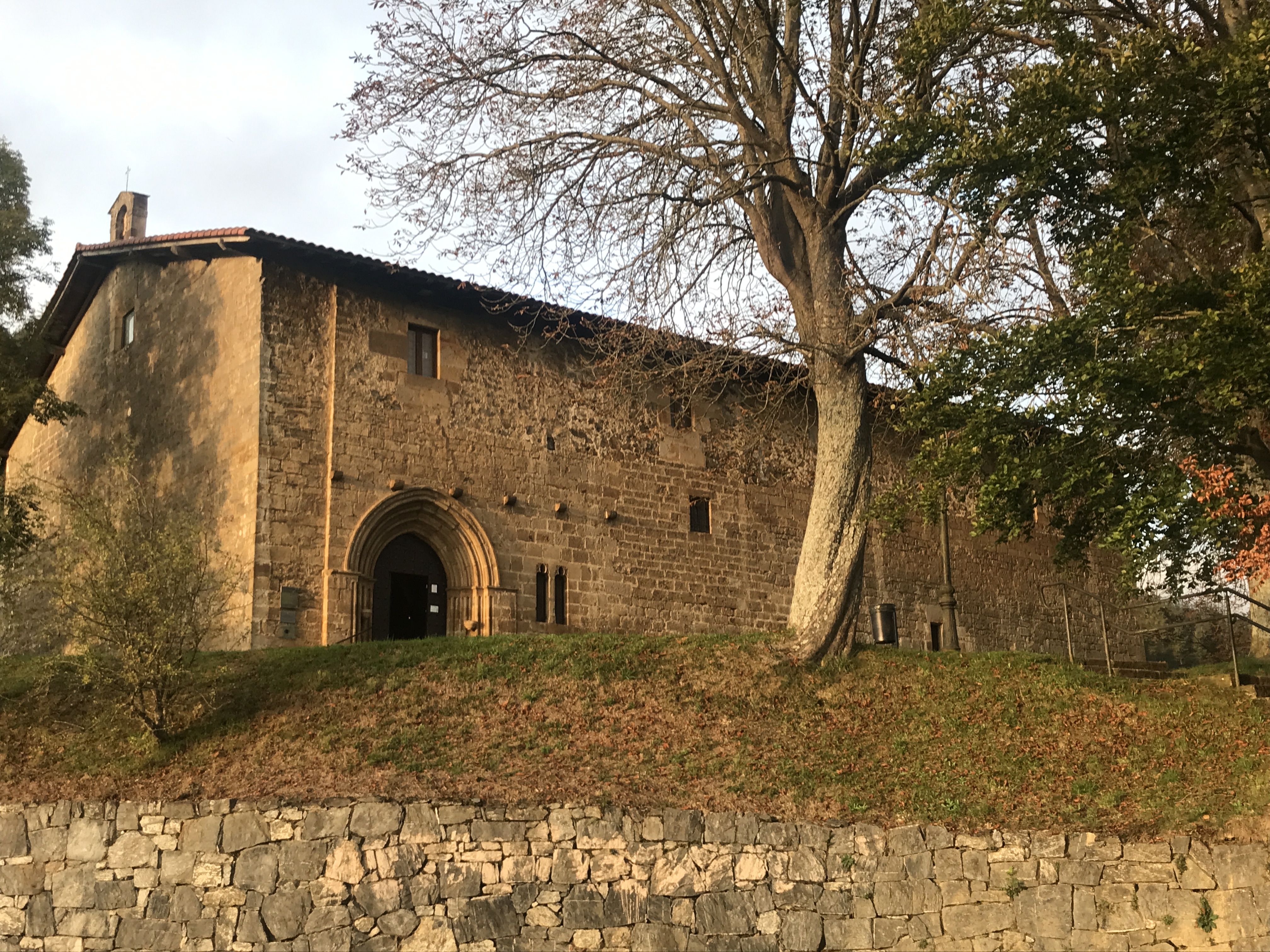
Santa María de la Antigua.

El templo se alza en la ladera sur del monte Beloki y data de finales del siglo XII a principios del siglo XIII; la primera referencia documental es de 1366. Fue la parroquia de Zumárraga hasta 1576, cuando fue sustituida por el nuevo templo que se construyó en el centro de la villa, que a partir de ese momento se denominó "la antigua". Tiene la calificación de Bien de Interés Cultural. En esta iglesia fue bautizado Miguel López de Legazpi, el descubridor de las islas Filipinas, y en él se recogieron san Ignacio de Loyola y san Francisco de Borja. Se cree que la ubicación donde se alza la ermita estuvo ocupada antes por algún complejo defensivo. 
Es un edificio rectangular de una única nave, dividida en tres partes, de 31 metros de largo por 20 de ancho con cubierta a dos aguas y orientación al este. La portada principal, ubicada en la fachada sur, es románica de principios del siglo XIII y está constituida por un arco levemente apuntado con cuatro archivoltas que se apoyan en columnas de fustes lisos y sencillos capiteles. A la derecha se abre un ventanal gótico. El ábside tiene forma trapezoidal y fue realizado en 1480, que se cierra con un ventanal. En los muros se abren ocho saeteras abocinadas que iluminan el interior.
Sobre seis columnas se alza una estructura de madera de roble que forma un coro avanzado y tres de las cinco cerchas que soportan la cubierta. La estructura de madera de roble formada por vigas, antepechos, tirantes, tornapuntas, jabalcones, zapatas...  ensamblados sin ayuda de metal alguno y ornamentados con tallas de cabezas femeninas, utensilios y dibujos geométricos vinculados con la tradición popular, como se encuentran en las kutxas o las argizaiolas, hacen del edificio una pieza única del trabajo de carpintería de construcción. El coro, terminado en 1524, antes de tener la forma de "U" actual, llegaba hasta la mitad del templo. Su disposición es la tradicional adoptada por muchas iglesias de la región, sobre todo en la zona del País Vasco francés durante el XVI.
Los elementos muebles que destacan son la imagen de Santa María, escultura gótica de la Virgen con el niño en un brazo y sosteniendo una manzana; un Cristo gótico, una arcaica "Pietà”, una imagen de la Virgen de Zubiaurre y una imagen de santa Ana, ambas de estilo renacentista, y la pila de bautismo románica que se sitúa debajo del coro. 
Santa María de la Antigua celebra su festividad el 2 de julio en honor a Santa Isabel, en la que se baila dentro del templo delante del altar la "ezpatadantza de Zumárraga" y en el exterior el aurresku.
Santa María de la antigua, junto con los santuarios de Loyola y Aránzazu, forma parte de la denominada "Ruta de los Tres Templos de Tierra Ignaciana". 

## Historia
En el promontorio formado en la ladera sur del monte Beloki, dominando en valle del río Urola, donde se asientan las villas de Zumárraga y Villarreal de Urrechua se alzó un complejo defensivo sobre el que se construyó a finales del siglo XII el templo de Santa María, de lo que queda algún elemento arquitectónico en el muro norte. Está consagrado a la Visitación de la Virgen María a su prima Isabel. Fue la iglesia parroquial de Zumárraga y otras localidades vecinas hasta 1576, cuando se construyó un templo dentro de las murallas de la villa, dejando a La Antigua como ermita y destinada al derribo del que fue salvada por la organización vecinal que pudo hacerse cargo de su mantenimiento; este hecho se le ha llegado a denominar "Milagro de la Antigua".
Las primeras noticias documentadas sobre esta iglesia datan del siglo XIV, cuando el 12 de mayo de 1366 el rey de Castilla Enrique II Trastámara lo donó de forma perpetua, bajo la figura de "juro de heredad", al oñacino Francisco Gómez de Lazcano como pago por el apoyo prestado en la guerra civil que expulsó del trono a Pedro I. El 19 de mayo de 1486, en el contexto de una disputa entre la familia Lazcano y los vecinos de Zumárraga, la reina Isabel I de Castilla encarga a Diego Beltrán Yanguas, que era licenciado, que le informara de cuántos vecinos había en Zumárraga y cuántos clérigos eran necesarios para servir en el, entonces, monasterio de Santa María de Zumárraga. La casa de los Lazcano estaba representada entonces por Leonor de Zúñiga, y los vecinos de Zumárraga reclamaban su parte de las rentas del templo y el que se dotara del número suficiente de clérigos para su servicio. El pleito duró hasta 1489 y estuvieron implicados en el mismo desde el Consejo Real, al obispado de Pamplona o la Chancillería de Valladolid.
Atendiendo a la cronología, se estima que en sus inicios fue una construcción románica, aunque el desarrollo principal del edificio se realizó durante el periodo gótico, aún con elementos arcaizantes típicos de los templos románicos del territorio, que eran techados en madera con tallas para su sobria decoración. En los primeros años del siglo XVI se culminó el coro y las tribunas laterales, que se finalizaron en 1524. Luego, a finales de ese siglo y principios del XVII, ya cuando era solo una simple ermita, se le dotó de bóvedas y se construyó el retablo mayor dedicado a la Visitación. En el siglo XVIII se amplía  añadiendo el ábside, en el que se reutiliza una ventana gótica y el calvario de 1480.
En 1597 se encarga a Domingo de Mendiaraz, escultor de Urrechua, el retablo mayor, que es entregado en 1607. En 1729 se añade la casa de la serora (la persona más cercana a la ermita, ya que era la que la cuidaba y la limpiaba), que se eliminaría en 1976. Dado el mal estado del templo en 1746, aun cuando hay constancia de que seis años antes el ayuntamiento de Zumárraga había realizado labores de mantenimiento y en 1743 se añadiera el retablo de San Felipe Neri en la pared de la izquierda del presbiterio, el obispo ordena a José de Aguirre, beneficiado de la ermita, dejar el templo en buen estado. José de Aguirre encargó al maestro Miguel de Salezán los trabajos de mejora, entre los que se encontraba la construcción de una cúpula semiesférica de madera y dos bóvedas de arista en los laterales, el saneamiento integral de la cubierta, a la que hubo que añadir nuevas vigas maestras, y que se hiciera un cielo raso en el presbiterio.
En el siglo XX, el 23 de septiembre de 1965, es declarada Monumento Histórico-Artístico Nacional, y en 1976 se realiza una profunda reconstrucción del templo, se eliminan la casa de la serora y la sacristía, la cúpula, las bóvedas y el cielo raso del presbiterio, así como los retablos y en las que se descubren pinturas en la vigas de madera que muestran la leyenda de San Miguel con el cazador, el lobo, el  jabalí y un dragón. El 27 de julio de 1984 se declara Monumento Histórico-Artístico Vasco. En 1988 se detectan daños por insectos xilófagos en la madera, que llegaban a afectar a elementos estructurales, y se efectúan reformas tendentes a atajarlos.
A principios del siglo XXI se procedió a su restauración integral, para ello que se desmontó toda la estructura de madera, que fue tratada contra los xilófagos mediante frío y restaurada en su integridad. En estas obras se utilizaron 48 imágenes en HD, realizadas mediante escaneo, para su reconstrucción mediante fotogrametría.

## Descripción

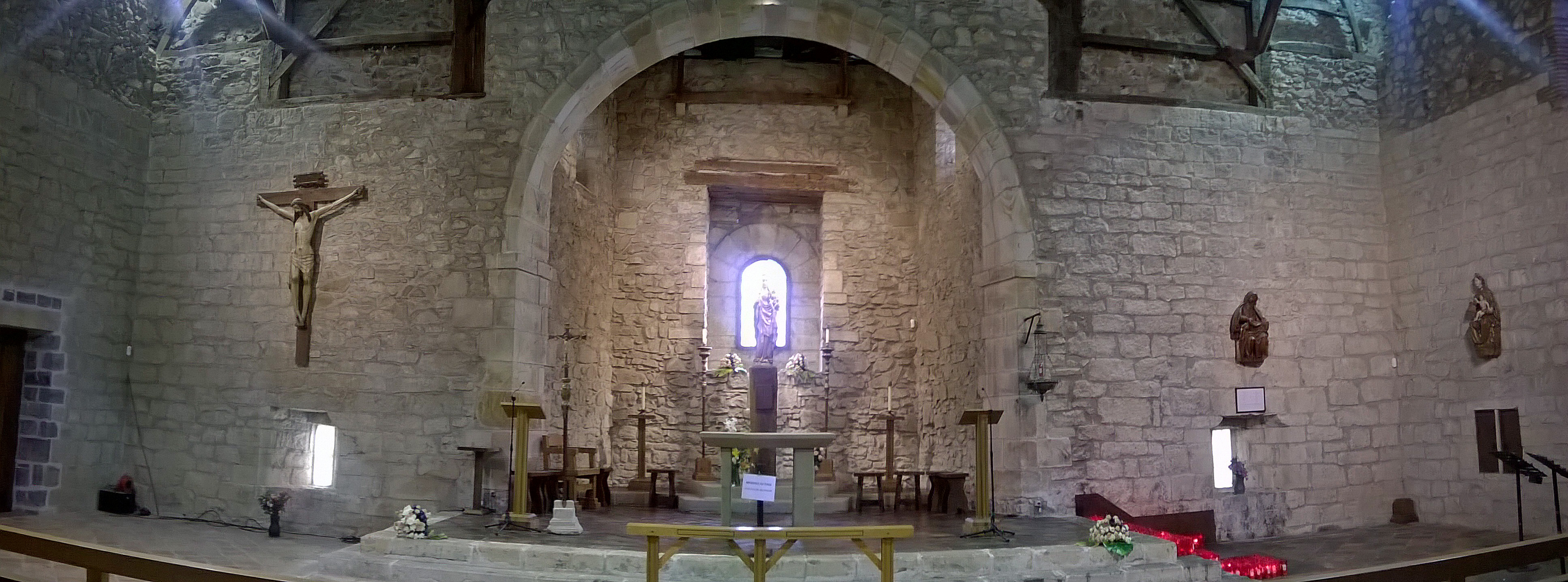
Interior de Santa María de la Antigua.

El edificio de planta rectangular de una única nave, dividida en tres partes, de 31 metros de largo por 20 de ancho con cubierta a dos aguas y orientación este, cerrado con un ábside trapezoidal que lo alarga 3,4 metros más. Está realizado en sus dos terceras partes en sillería de arenisca, mientras que la parte superior es de mampuesto. Los lienzos de sillería están hechos en aparejo de "soga y tizón" que deja una caja interna que se rellena de ripio y permite un grueso espesor en los muros. En el interior, la gran nave queda dividida en tres espacios por medio de seis columnas de piedra caliza sobre las que se asienta una gran obra de carpintería de roble que forma el coro y sostiene la cubierta. Carece de torres y pórtico.
La fachada principal se abre al sur y en ella se sitúa el acceso principal, que se ubica a la izquierda del lienzo y está constituido por una portada abocinada de arco ojival al final de una escalera semicircular de ocho peldaños. Consta de cuatro arquivoltas simples sobre cuatro pares de columnas de fuste liso y con capiteles muy esquemáticos, que se quedan reducidos a simples baquertones. En ambos lados, en medio de las columnas, hay sendas aguabenditeras. A la derecha de la entrada se abre una ventana gótica. El sobrio estilo de la construcción señala una influencia de origen cisterciense.
En el exterior del ábside, sobre la ventana de moldura que enmarca en un arco románico, una inscripción en letras góticas y números romanos que señala el año 1480 como año de la construcción, se representa la Crucifixión. En un altorrelieve se representa a Cristo crucificado acompañado por la Virgen y San Juan Evangelista, todo ello circunscrito bajo un arco de medio punto compuesto por cinco arquivoltas.
El interior de edificio está dominado por el gran armazón de madera que recuerda a la arquitectura rural de los caseríos del siglo XVI, por ejemplo, el de Igartubeiti en el cercano Ezkio, que se apoya en seis columnas de arenisca de 1,1 metros de diámetro en su base, formando una estructura de coro central con tribunas laterales y pilares de madera sobre los que descansa la cubierta. La ornamentación utilizada en la estructura de madera está basada en elementos geométricos vinculados con motivos de tradición popular, así como representaciones humanas, como los tres grupos de mujeres que aparecen orientados hacia los pies de la iglesia y van ataviadas con elementos típicos de la época. El diseño constructivo en las uniones de la madera con el mampuesto permiten mantener una correcta ventilación que evita riesgos de pudrición. Las tornapuntas se apoyan en una carrera de madera que descansa en ménsulas de piedra encastradas en el muro, de tal forma que no quedan en ningún momento piezas de madera rodeadas por la mampostería.
En 1524 se finalizan las obras del coro y las tribunas laterales en forma de "U", que corresponde a una disposición tradicional de muchas iglesias de la región y del vecino País Vasco Francés, el cual tenía influencias calvinistas.

### Las imágenes

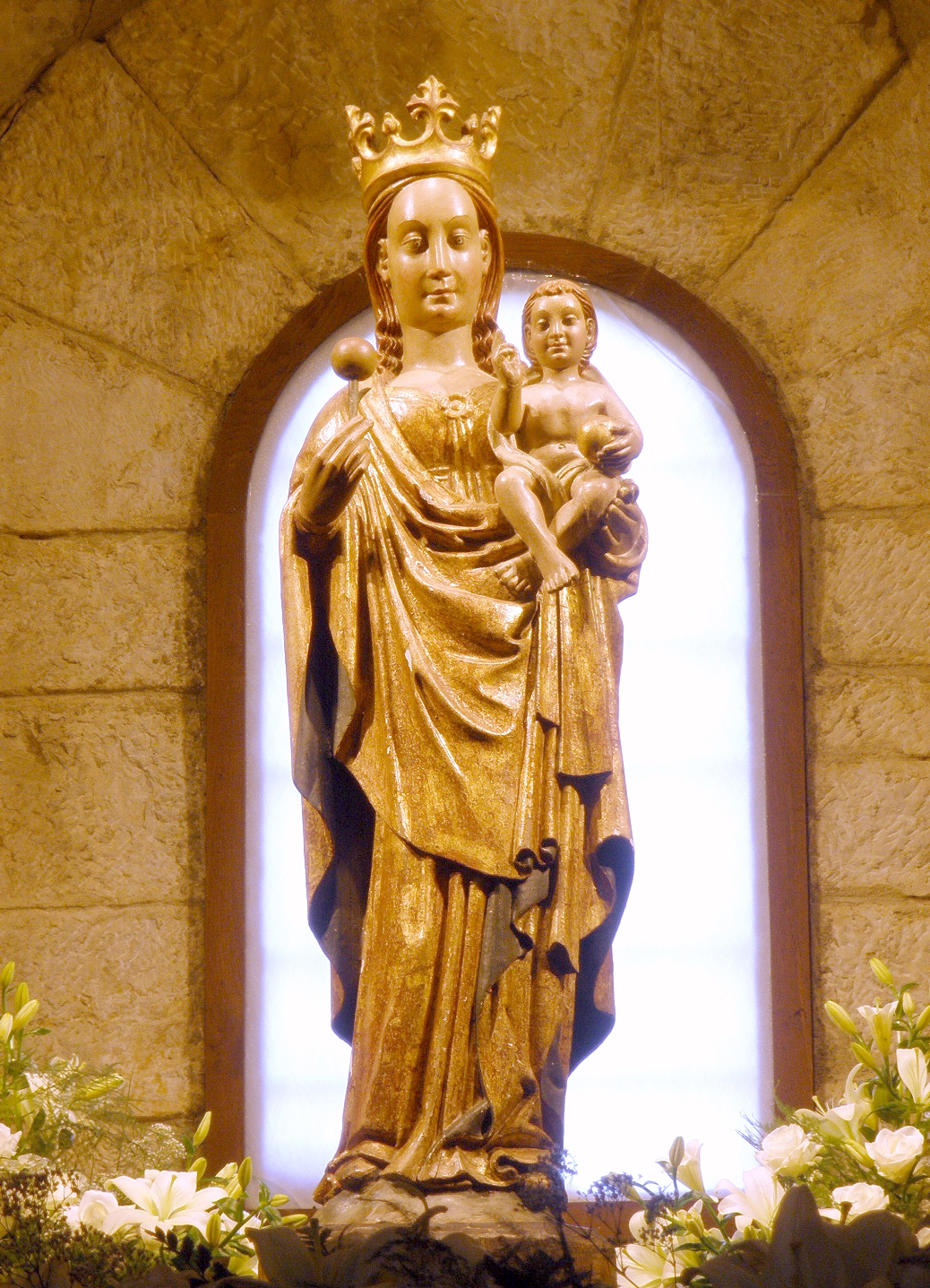
Talla gótica de Santa María

En las reformas realizadas en los años 70 del siglo XX se retiraron todos los altares del templo pero se conservaron las imágenes. Entre ellas destaca la de la Virgen de Santa María, ubicada en el centro del presbiterio sobre un pedestal, que es una imagen de madera noble de estilo gótico elaborada en un mismo bloque de 1,35 metros de altura. Muestra a la Virgen en pie con el torso ladeado hacia la izquierda, portando al niño en el brazo izquierdo mientras que en la mano derecha sostiene una manzana. La cara de la imagen refleja una actitud maternal hacia el hijo. 
En la pared del lado del evangelio, a la izquierda del presbiterio, se encuentra un Cristo crucificado con la corona de espinas. Realizado en madera policromada con pliegues pronunciados, representa un cuerpo que se desploma manteniendo los brazos paralelos a la cruz y comunicando un sufrimiento contenido. Fue la pieza central de uno de los retablos desaparecidos en 1975.
En la pared del lado de la epístola, a la derecha del presbiterio, se halla la imagen de la Piedad. Se trata de una escultura renacentista y una las más antiguas sobre este tema en la provincia de Guipúzcoa. Llama la atención el tamaño a escala infantil de la imagen del niño Jesús en comparación con el de su madre. La imagen procede de la ermita de Santa María de la Piedad, también llamada Nuestra Señora de Zufiaurre.
En el muro sur, se encuentra la talla renacentista de  Santa Ana, la madre de María, y la Virgen. La imagen representa a Santa Ana en actitud de enseñar a la Virgen María cuando era niña. Predomina en toda la talla una inmovilidad y rigidez que se pierde en la parte baja de la escultura, donde los  pliegues la dotan de cierto dinamismo.

## Leyendas
La construcción del templo de Santa María está relacionada con la mitología vasca. Se dice que los gentiles, viendo que la construcción de iglesias y la extensión del cristianismo por sus tierras iban a llevar a su desaparición, intentaron evitar la construcción de este templo lanzando grandes piedras desde Aznabarreta, en la sierra de Aizcorri, pero no lograron su objetivo; al contrario, los lugareños emplearon esas piedras para terminar la iglesia.

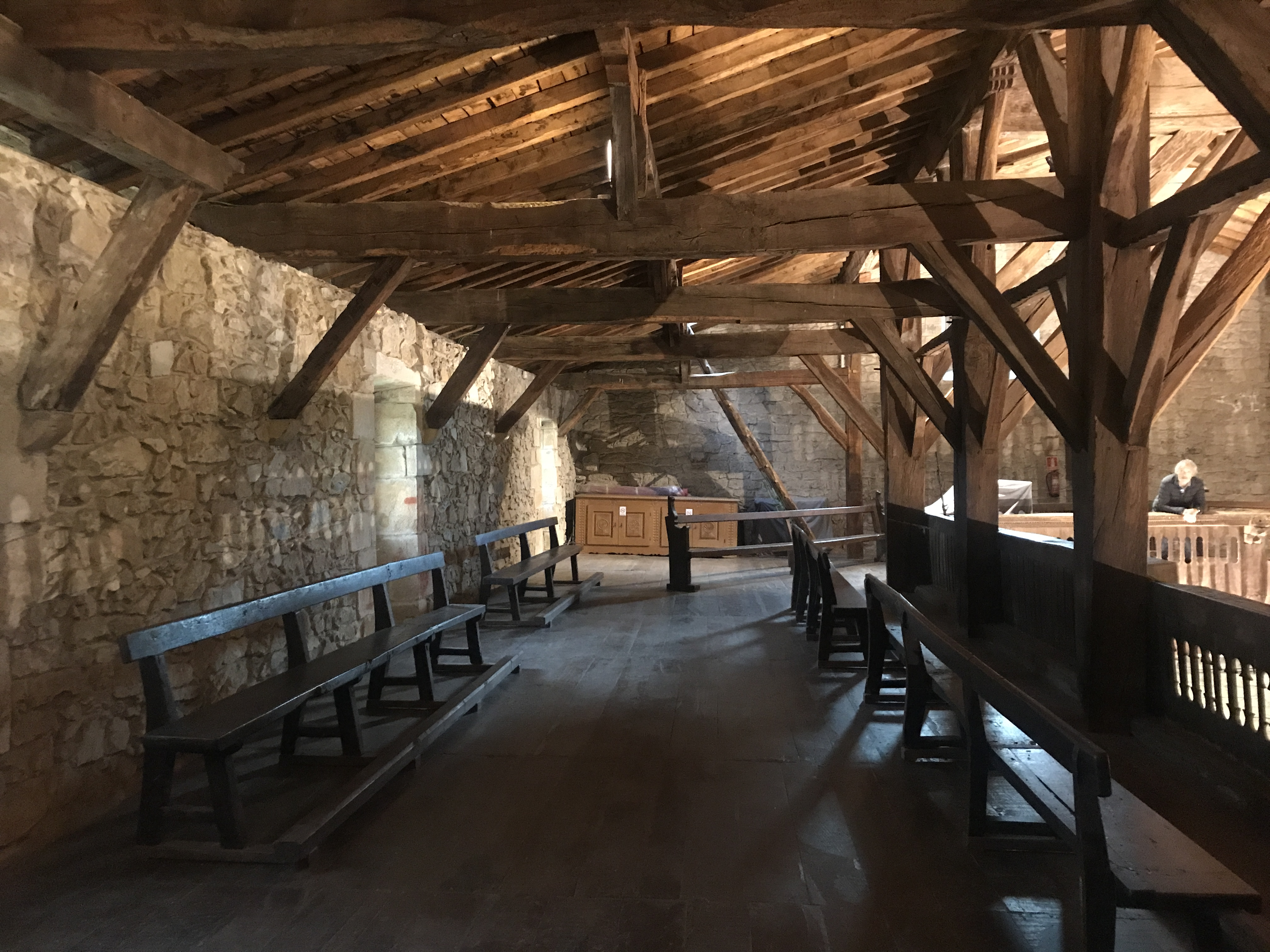
Tribunas lateral derecha.
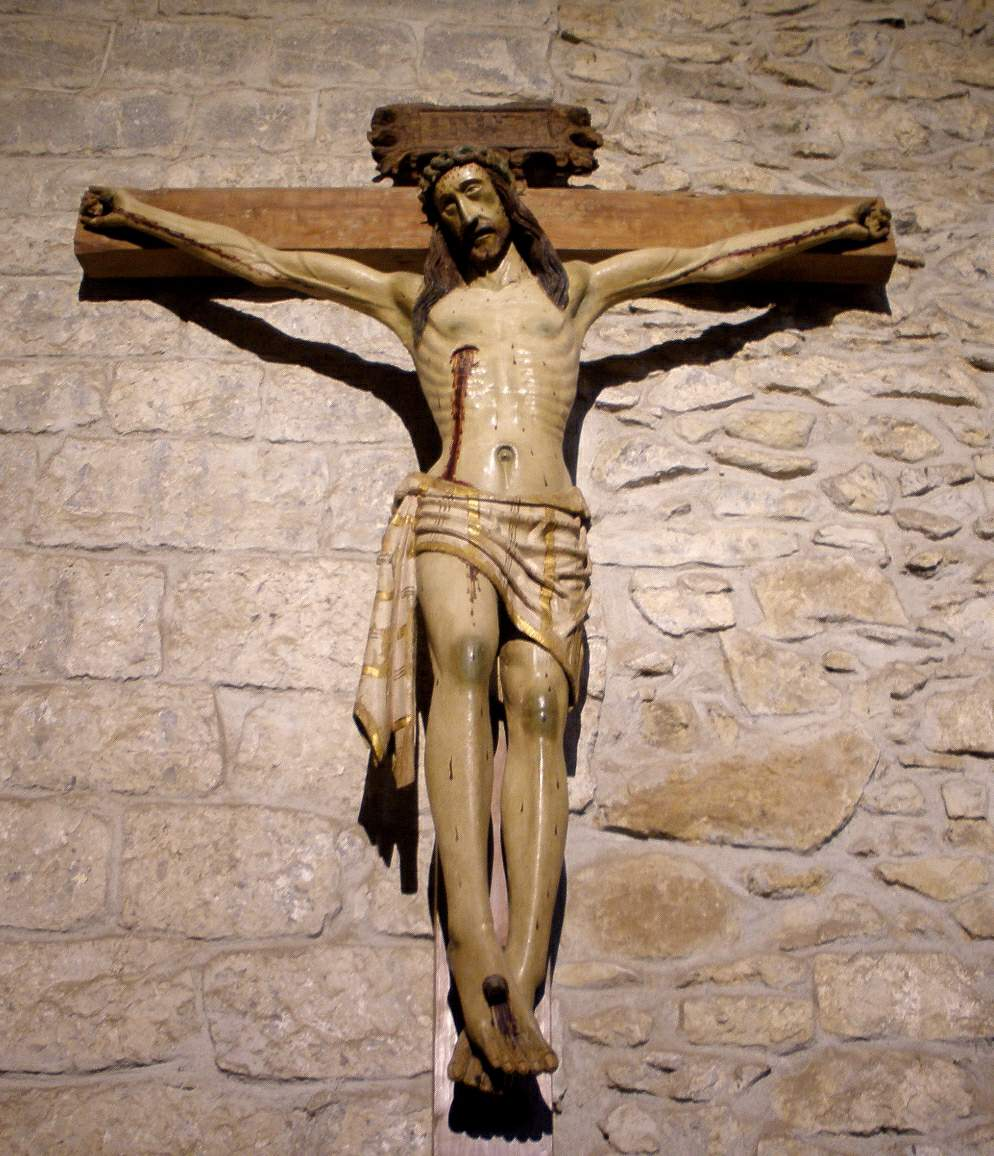
Cristo crucificado.
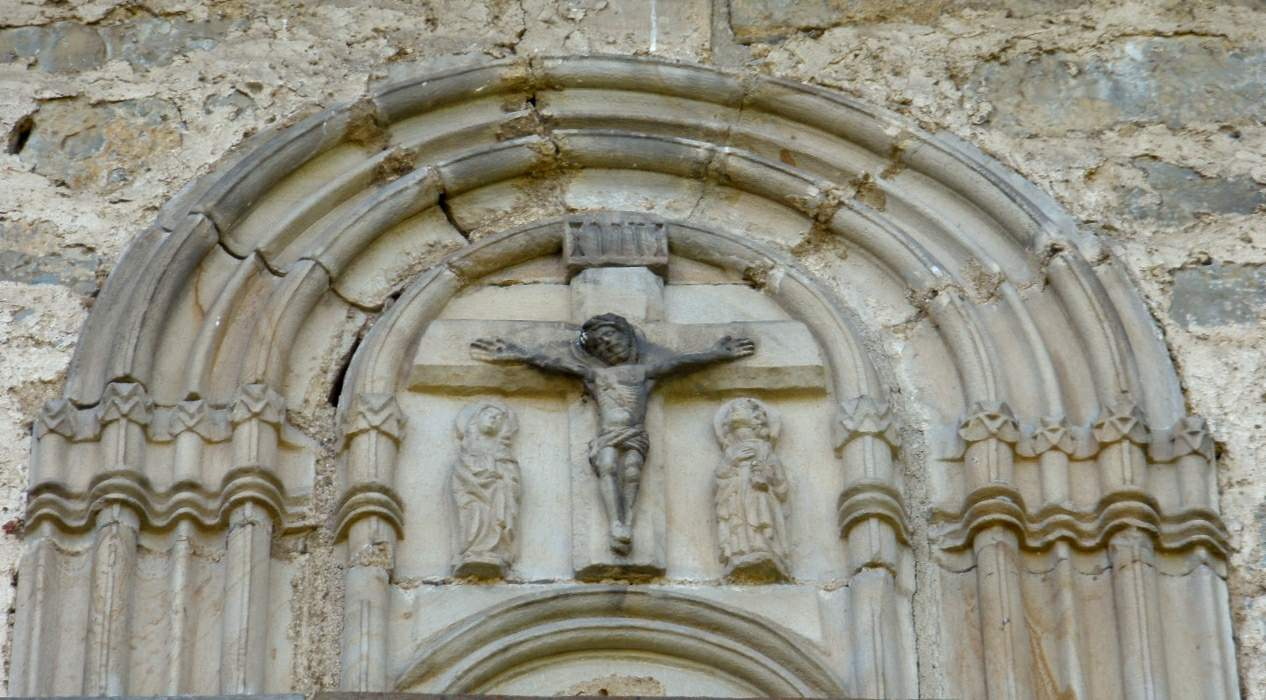
Calvario en el exterior del ábside.
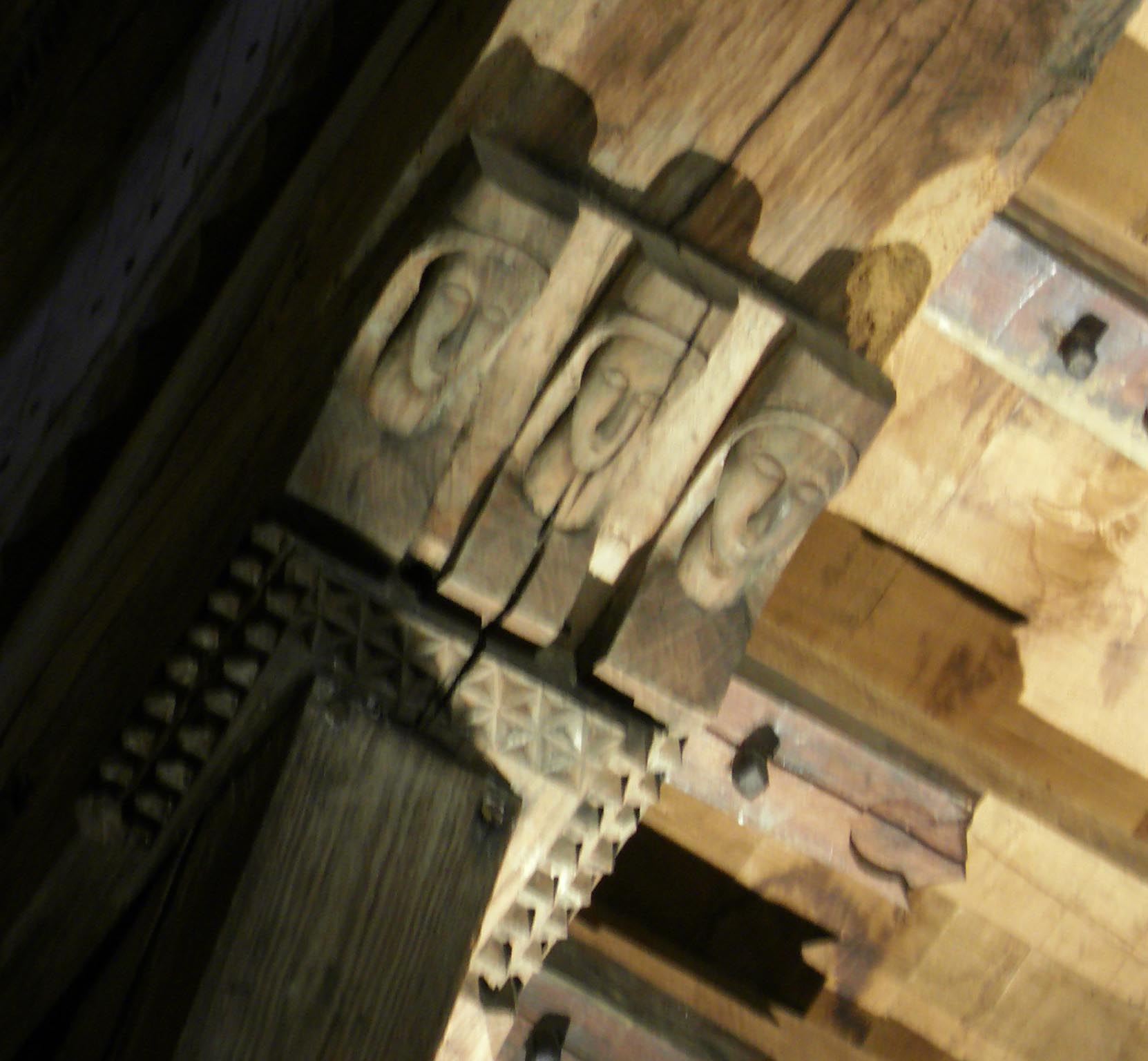
Detalle de tallas.
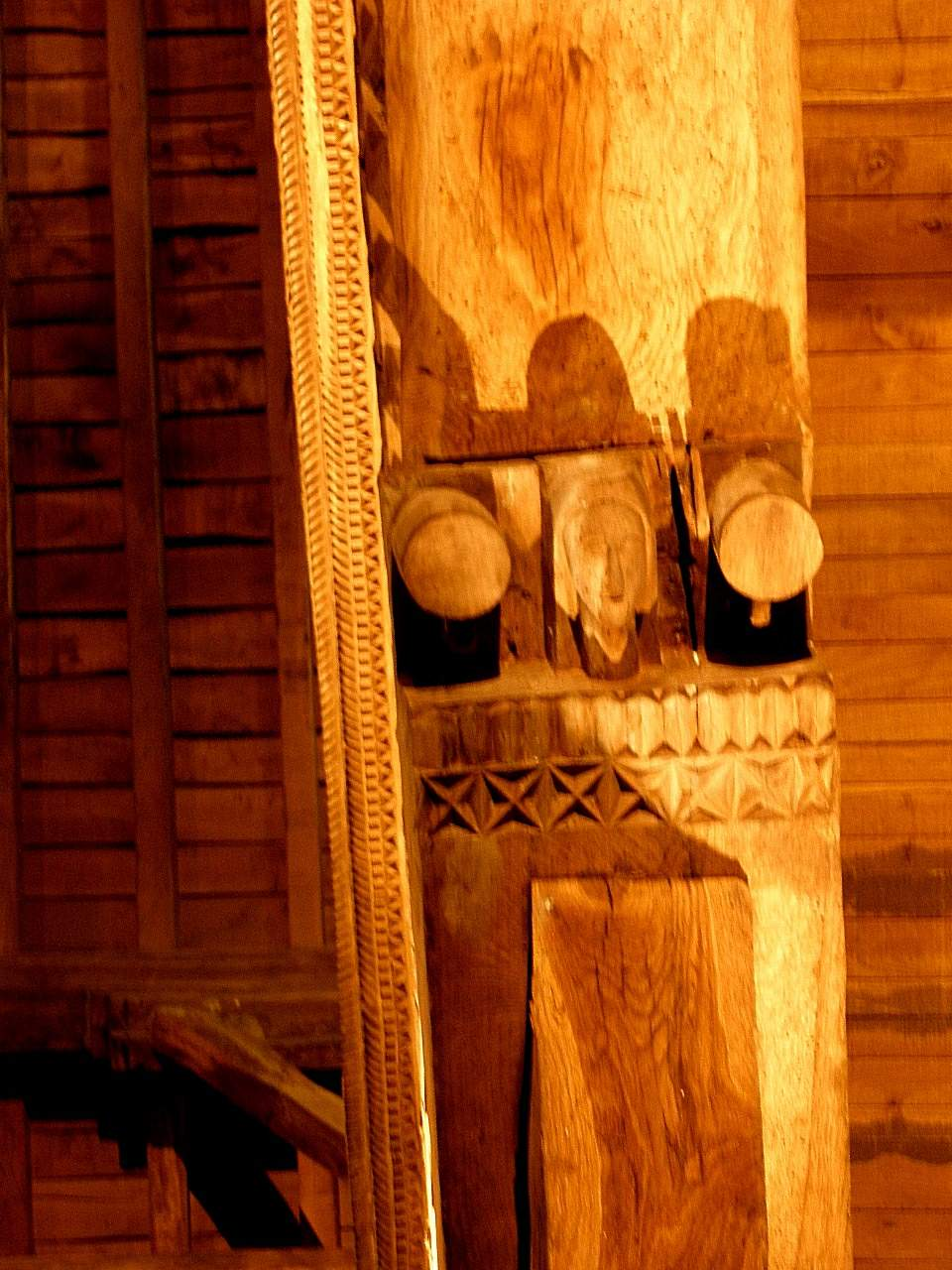
Detalle de tallas.
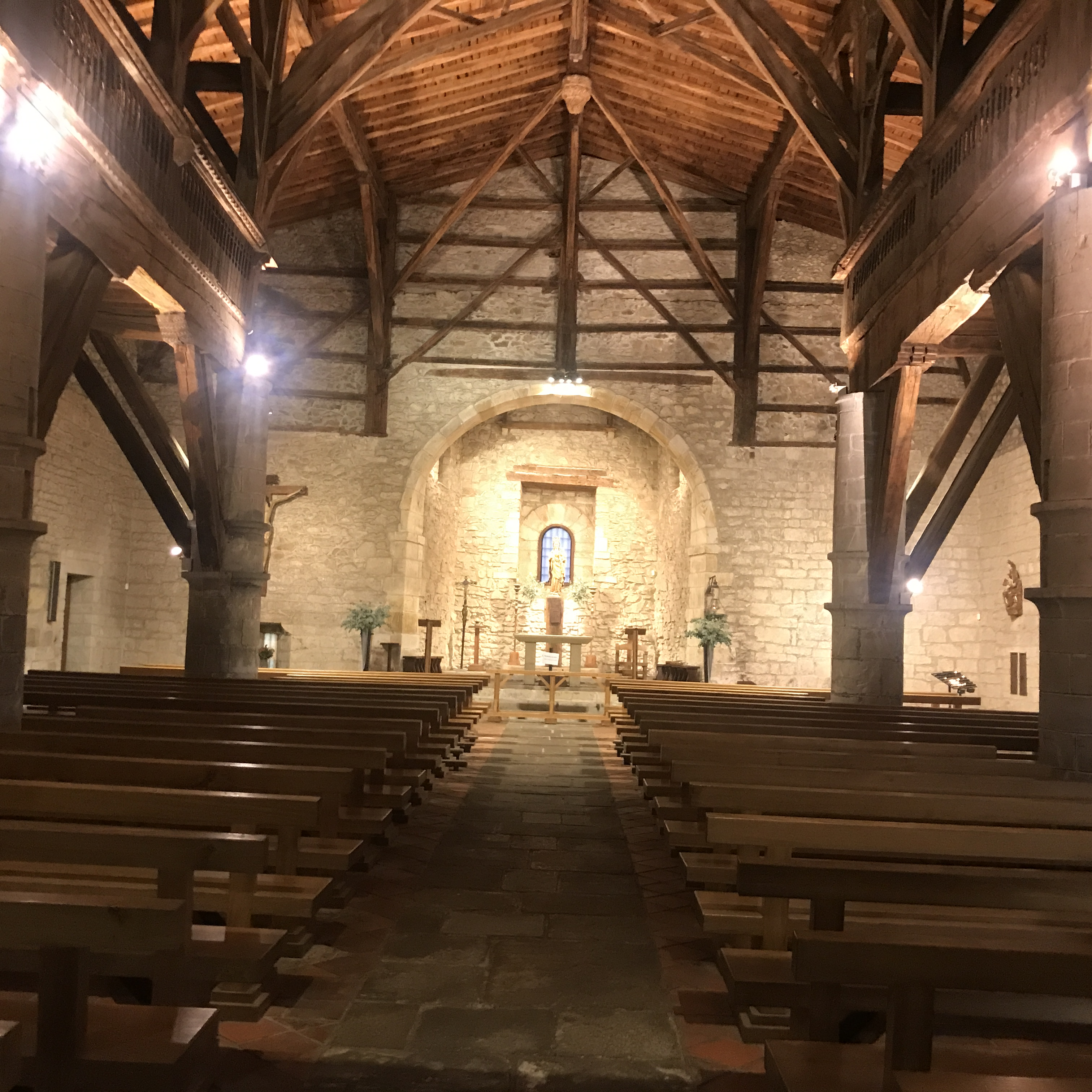
Vista interior.
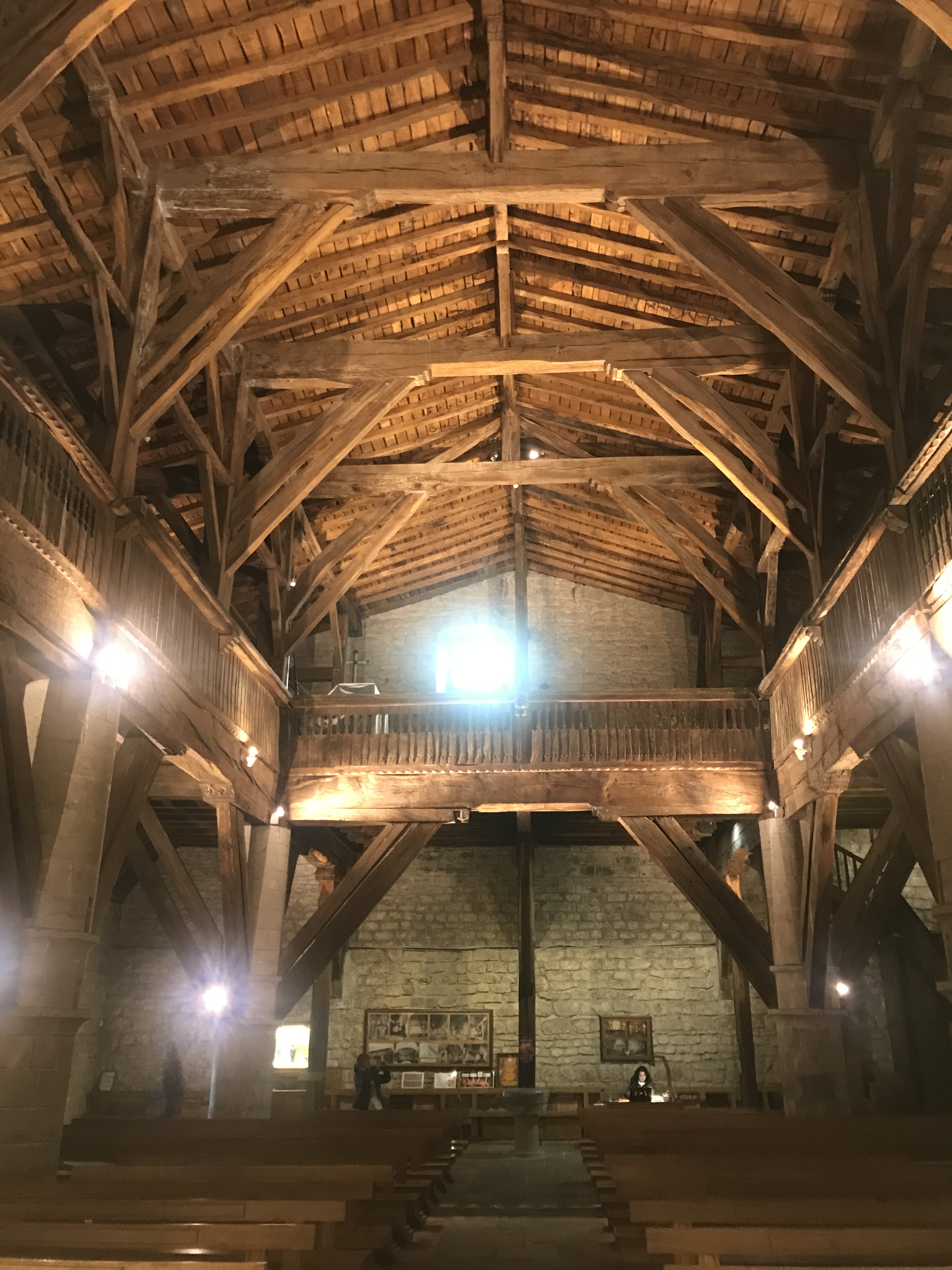
Vista interior.